# NGC 5004C
NGC 5004C је спирална галаксија у сазвежђу Береникина коса која се налази на NGC листи објеката дубоког неба.
Деклинација објекта је + 29° 34' 40" а ректасцензија 13h 11m 1,7s. Привидна величина (магнитуда) објекта NGC 5004 износи 14,2 а фотографска магнитуда 15,0. NGC 5004C је још познат и под ознакама UGC 8259, MCG 5-31-150, CGCG 160-156, IRAS 13086+2950, PGC 45757.